# 野村一里塚
野村一里塚（のむらいちりづか）は、三重県亀山市野村町にある一里塚。三重県に12カ所あった東海道の一里塚のうちで、江戸時代初期の築造当時の姿を留める唯一の塚である。
1934年（昭和9年）1月22日に国の史跡に指定された。また、亀山市で唯一の史跡名勝天然記念物である。

## 地理
三重県亀山市の野村一里塚は、旧東海道沿いの野村町の西方に位置する。江戸の日本橋から106里12町（約418キロメートル）、京の三条大橋から17里32町（約70キロメートル）の距離に位置する。1826年（文政9年）に江戸参府に同道して東海道を旅したシーボルトは、野村一里塚付近を通った時に一里塚の正確さに感嘆したと書き残している。
塚の規模は、一般に直径約10メートルとされるが、野村一里塚は「五間四方（約82平方メートル）」と記録されており、かなり大型の部類に入る。現状は面積約1.3アール、高さ約3メートルと記録され、三重県内12カ所24の一里塚のなかで唯一、昔ながらの原型を保っているとみられる。一里塚には多くはエノキが植えられるが、野村一里塚は同じニレ科のムクノキが植えられている。

## 歴史

### 江戸時代

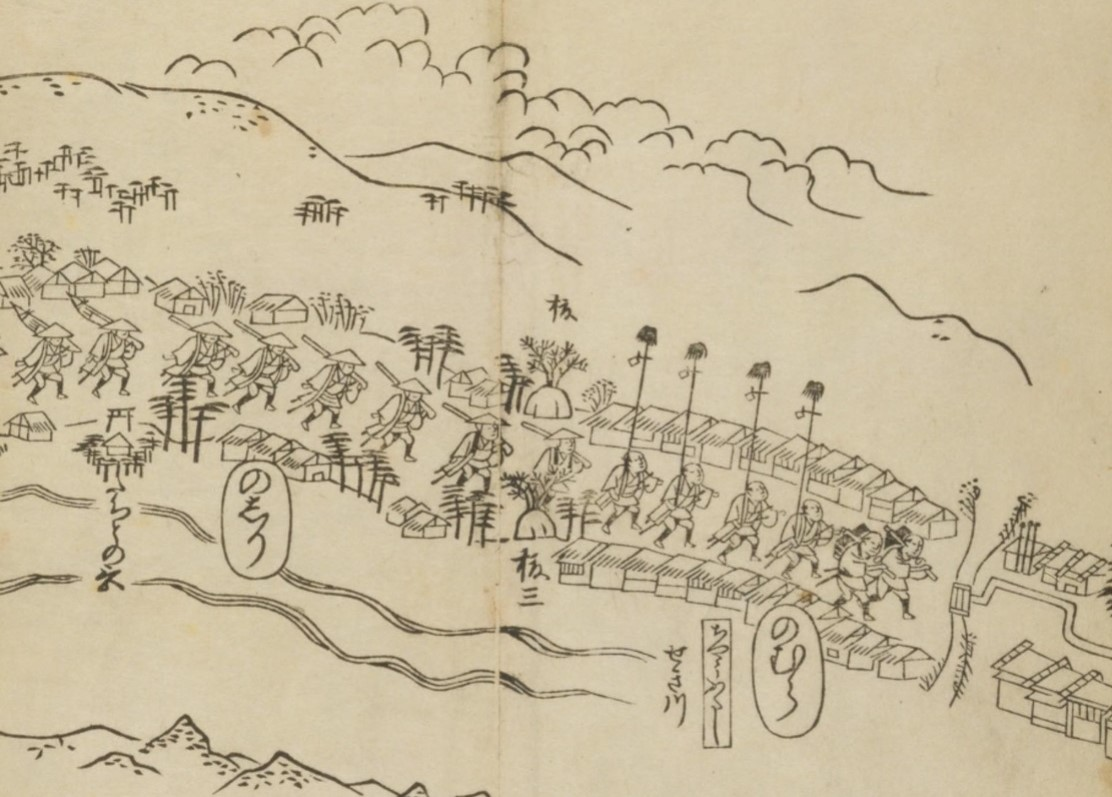
菱川師宣（画）の『東海道分間絵図』より野村一里塚周辺の拡大（中央が野村一里塚）

東海道一里塚は慶長9年（1604年）に徳川家康の命により構築された。江戸（現在の東京）日本橋より36町を一里とし、旅人の目印として一里（約4キロメートル）ごとに築かれた。一里塚は街道を挟んで南北両側に1つずつ塚が作られるもので、土盛りした上に遠目にも目立つようマツ、サクラ、エノキなどが植えられた。
三重県内では桑名宿から坂下宿までの間の12か所に作られ、亀山市野村町の一里塚「野村一里塚」はそのひとつである。伊勢亀山藩主が関長門守一政の代に築造された。
南北の塚のうち、1711年（正徳元年）に菱川師宣が描いた『東海道分間絵図』では、南の塚にはエノキが3本、北にはムクノキが植わっていたといい、「往昔は、道の両側に塚あり、塚上に榎ありて両樹繁茂して街道に一大楼門をなせし」と記録されている。しかし、南の塚は1914年（大正3年）に取りさられた。また、現存する北の塚のムクノキも幹が斜めに伸びて人家に倒れかかり危険であったため、明治時代の晩期に地上3メートルくらいを残して一度切断された。

### 近現代の動向
1934年（昭和9年）に国の史跡に指定されたことをうけ、1935年（昭和10年）に北の塚は補修して玉石垣と鉄柵で囲みをして保存を図った。元々の塚地の所有者は佐野彦蔵氏だったが、この年に無償寄付の申し出を受けて当時の亀山町の町有地となり、翌1936年（昭和11年）塚を拡張補修し、周囲に石柵を巡らせて標柱を建てるなどして外観を整えるとともに木を保護した。さらに1970年代頃、国と県の補助を得て標柱や説明版を加えた。2024年（令和6年）現在も北側の塚が保存されていて、草取りをしたり、樹木医に見せたりして市が管理している。

## 植物
一里塚に何を植えるかについては、三代将軍・徳川家光が問われ「余の木（余った木）を植えよ」と答えたところ、老齢で耳が遠かった家老の土井利勝が「エノキを植えよ」と聞き間違えたため、各地にエノキが植えられたという。野村一里塚の木はムクノキであるが、往年の記録ではエノキと記されていることから、この塚はいつからかエノキからムクノキに植え替えられたものかとみる説もあるが、エノキとムクノキは同じニレ科で見た目もよく似ていることから間違えられたとする説が有力である。
なお、大正期に撤去された南の塚の木は、本物のエノキであったことが確認されている。現存する北側の塚上の木は、ムクノキで、主幹を3メートル高ほどで明治晩期に伐られているため、樹形は太短い。昭和前期の時点で幹周り約5メートル・高さ約20メートル、昭和後期の時点で幹周り約6メートル・高さ33メートル・樹齢約400年と記録されている。樹高は後に切除して平成初期までに約18メートルとなった。さらに2011年（平成23年）までに樹高11.5メートルとなった。
1992年（平成4年）の調査で樹勢の衰えが確認され、1994年（平成6年）度に樹木医による治療措置がとられ、樹勢を回復した。
2010年代以降、偶然に幹の右にくっついてエノキが育っている。塚の部分の植生は主にヒガンバナで、秋の彼岸の頃には一面にヒガンバナで覆われる。

## ギャラリー

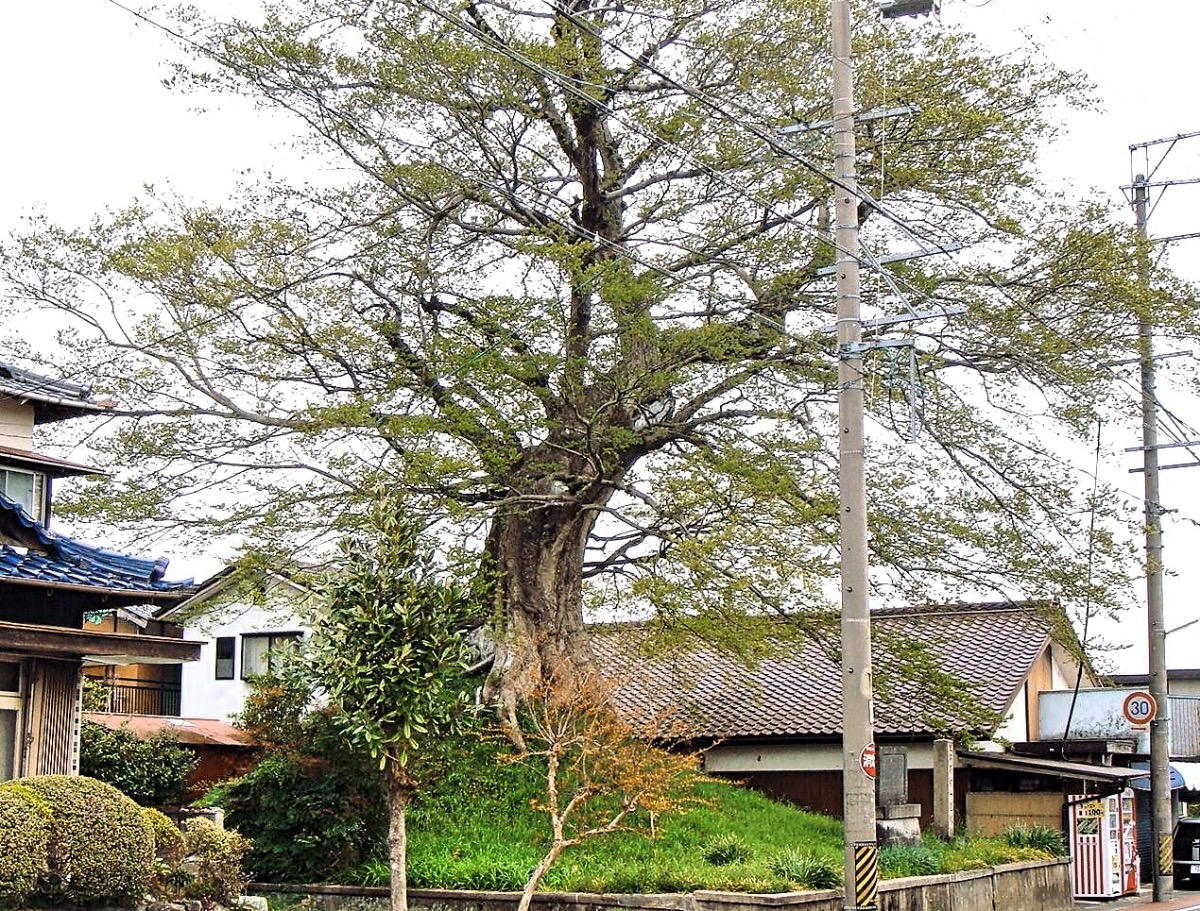
野村一里塚（2013年12月12日撮影）
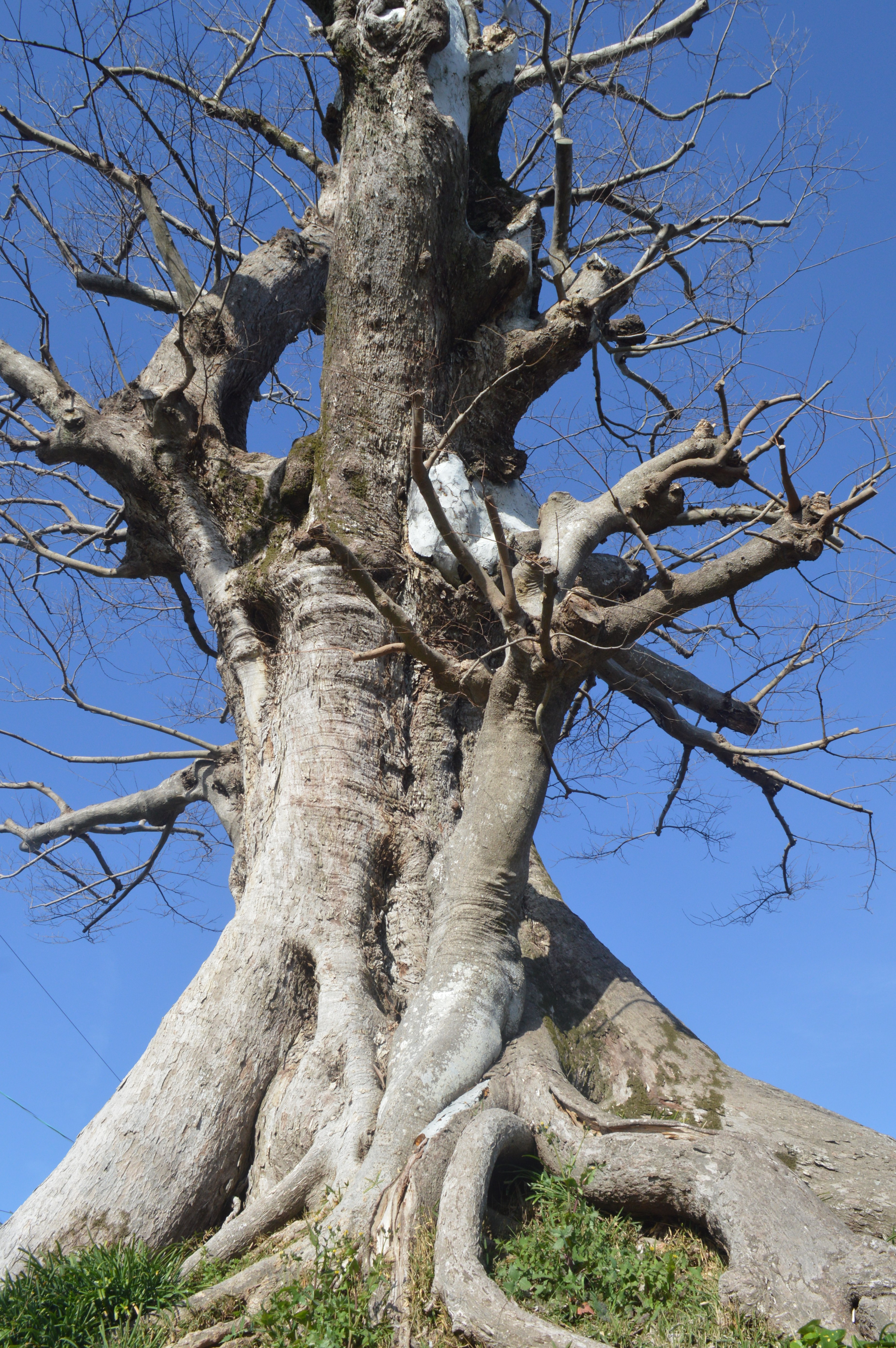
幹に付いて育つエノキ（2024年2月24日撮影）
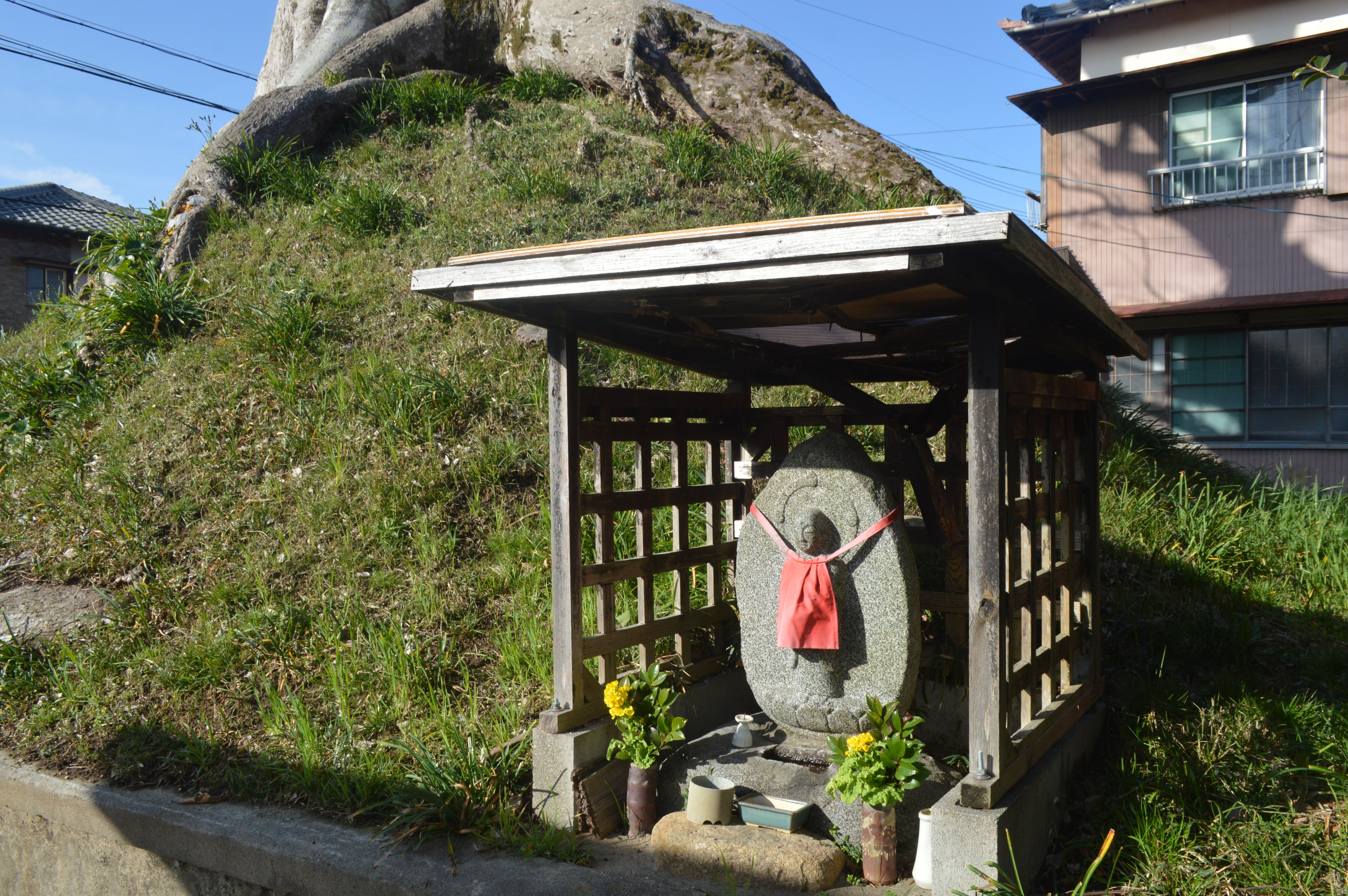
野村一里塚にある石地蔵

## 交通アクセス
所在地
- 三重県亀山市野村町737-1

交通
- 車 - 東名阪自動車道亀山ICより約3分
- 公共交通機関 - JR亀山駅より徒歩15分から25分

## 周辺スポット
- 西野公園 - 1983年（昭和58年）3月完成[18]。2009年（平成21年）4月1日に耐震補強工事・大規模改修工事が完了した。野村一里塚からの直線距離は511mである。
- 野村一里塚休憩所 - 1992年（平成4年）3月完成[19]。亀山駅から徒歩19分である。
- 忍山神社 - 野村地域の氏神である神社。市の無形民俗文化財ともなっている例祭の「傘鉾」巡行では、野村一里塚が折り返し地点となっている[20]。